# Brujas (Marvel Comics)
Brujas es una serie limitada de cómics sobrenaturales que fue publicada por Marvel Comics en 2004. Trazada por Bronwyn Carlton, con guiones de Brian Walsh, contó con el arte de Mike Deodato y Will Conrad.

## Historial de publicaciones
Marvel Comics originalmente dio luz verde a esta historia a fines de 2000 y lanzó arte promocional para la serie en 2001 en Comic-Con International (Marvel: 2001 Official Convention Preview Book, páginas 18–19) y en varios sitios web basados en cómics. De acuerdo con los anuncios originales del sitio web, Marvel había planeado lanzar la serie (entonces titulada The Way of the Witches) durante la última semana de septiembre de 2001. Marvel Comics había planeado sacar provecho de los programas de televisión y películas femeninas que eran populares en la época como Charmed, Buffy the Vampire Slayer y Charlie's Angels con un título de cómic propio. Los tres personajes decididos eran en su mayoría personajes femeninos mágicos no utilizados en su universo: Jennifer Kale del cómic Man-Thing, Topaz del cómic Werewolf by Night y Satana, la Hija del Diablo, de varios de los cómics de terror de Marvel, principalmente Hijo de Satanás, The Haunt of Horror y Vampire Tales. Debían ser dirigidos por el hechicero de cómics de Marvel más reconocido, Doctor Strange, con él actuando como el director de Charlie's Angels. Además de los personajes principales, otros personajes sobrenaturales que iban a aparecer en la serie (según el artista Mike Deodato) incluido: Werewolf by Night, Man-Thing, Ghost Rider, Lilith la hija de Drácula, Lilith la madre de todos los demonios, Caballero Luna, Blade y Daimon Hellstrom.
Con Bronwyn Carlton como escritor y Mike Deodato como artista, Marvel anunció que el proyecto sería un cómic de lanzamiento mensual una vez que estuviera en su agenda. Se hicieron varios borradores de la historia y el propio Mike Deodato confirmó que se enviaron tres temas por valor de arte a los jefes, con Marvel haciendo cambios en ambos con cada entrada. Después de un período, el título fue completamente renovado y se convirtió en un proyecto de miniserie programado. Se enviaron guiones y arte adicionales, pero Marvel finalmente puso el título en espera durante tres años. Como tal, Carlton y Deodato se vieron obligados a pasar a otros proyectos.
Uno de los proyectos en los que Mike Deodato trabajó fue la exitosa carrera de The Incredible Hulk. Satisfecho con su trabajo, Marvel adelantó a Mike para continuar su trabajo en The Amazing Spider-Man. Deseando comercializar esta transferencia, Marvel contrató a Brian Walsh para comenzar a escribir el título de las Brujas. Sin embargo, con Mike Deodato ocupado en otro título, Marvel contrató al artista Will Conrad para rescatar la mayor cantidad posible del trabajo anterior de Mike y completar los espacios en blanco con el suyo.

## Resumen de la trama
Descendiente de una poderosa familia mágica, Andy Kale es engañado para que abra un libro de magia y suelte un mal terrible. Sintiendo lo que sucede, el Doctor Strange recluta a tres brujas poderosas: la hermana de Andy, Jennifer Kale, Satana y Topaz. Él les dice que deben detener al monstruo malvado antes de que destruya a los místicos del mundo y luego al mundo mismo. Aunque las chicas no se ven exactamente a los ojos debido a sus variadas personalidades, aceptan ayudar.

## Personajes
- Jennifer Kale: descendiente de una gran familia mágica, Jennifer es una poderosa hechicera. Su familia son los guardianes del Tomo de Zhered-na, que es uno de los Libros de Sombras más poderosos que existen. Es la creación de un espíritu divino y malvado que compartió todos sus conocimientos con un miembro de la familia Kale que escribió sus palabras y transmitió la magia a lo largo de los años. Varios dioses estaban enojados por sus secretos dados a los mortales, por lo que ataron a un demonio llamado Hellphyr en el libro para protección. Nacida y criada en los pantanos de Florida, Jennifer se convirtió en una aliada de confianza para el Hombre Cosa, que la ayudó en varias aventuras. Actualmente estuvo estudiando en una universidad en San Francisco, California, Jennifer continúa aprendiendo varios aspectos de la magia en su tiempo libre para convertirse en una maga de alto nivel.
- Satana Hellstrom: la hija del demonio de alto nivel Marduk Kurios y una mujer mortal, Satana es una hechicera y súcubo de alto rango, robando las almas de los demás para fortalecer su fuerza vital. Mientras que su hermano Daimon Hellstrom rechazó su oscuro legado, Satana abrazó el suyo y fue criada por su padre en el Infierno, convirtiéndose en su preciada alumna en las artes oscuras. A medida que crecía, se formó una grieta entre ella y su padre, y fue desterrada al reino de los mortales sin su ayuda. Ella murió mientras ayudaba al Doctor Strange cuando fue infectado con La Maldición del Lobo, pero fue resucitada por él más tarde para proporcionar el elemento "Demoníaco" del trío de Brujas.
- Topaz: De joven, Topaz nunca conoció sus verdaderos orígenes o herencia. Viviendo como una huérfana en India, Topaz desarrolló empatía y habilidades mágicas a una edad temprana. Fue adoptada y criada por el hechicero Taboo, quien demostró ser demasiado exigente con Topaz y sus dones. A través de él llegó a conocer a Jack Russell, más conocido como Hombre Lobo. Los dos formaron una relación intermitente de varias aventuras juntas. Más tarde, el demonio Mephisto secuestró a Topaz al Infierno, diciéndole que crecería para ser lo suficientemente poderosa como para destruirlo en su cumpleaños número 21. Al permanecer prisionera por un tiempo, Franklin Richards la liberó y el Doctor Strange continuó estudiando magia con las Hermanas de Glastonbury Tor en Britania, pero luego se convirtió en propietaria del Voodoo Lounge, un bar que atiende a los ocultos en Greenwich Village, Manhattan. Luego decidió sumergirse en las artes y el entrenamiento místicos, convirtiéndose en la protegida del Doctor Strange. Al hacerlo, ella causó que sus rasgos caucásicos / rubios volvieran a los de una mujer india.

## Ramificaciones de la historia
- Satana resucita de entre los muertos (de nuevo, ver más abajo)
- Se forma un nuevo aquelarre entre Jennifer Kale, Satana y Topaz.
- El Doctor Strange todavía busca ser dueño del Tomo de Zhered-na, pero el aquelarre continúa deteniéndolo.
- El Doctor Strange detiene su entrenamiento mágico de Topaz.
- Ilusión, Andy Kale y el Hellphyr son asesinados.
- El padre de Satana, Marduk Kurios, busca destruir a todos los místicos, salvo a sí mismo.

## Continuidad
Hubo confusión editorial con los dos personajes de Lilith en el Universo Marvel. Aunque el demonio de alto nivel Lilith fue utilizada oficialmente en el título, en una escena se la conoce como una vampira común. Esta es una referencia errónea a Lilith, la hija de Drácula. Además, el personaje Topaz fue originalmente representado como una mujer de cabello rubio y ojos azules. Como esto describe más o menos el personaje de Jennifer Kale, la herencia india de Topaz se jugó más para contrastar entre los dos personajes. Satana también ya había resucitado, en la serie Hellstorm (que se muestra en el número 10, implica que sucedió durante los eventos del # 8), dejando su segunda resurrección sin explicación.

## Ediciones recopiladas
La serie ha sido recopilada en un libro de bolsillo comercial:
- Brujas (96 páginas, octubre de 2004, ISBN 0-7851-1508-0)

### Entrevistas
- Naliato, Samir (16 de mayo de 2001). «Exclusive: Mike Deodato talks about Witches». Universo HQ. Archivado desde el original el 1 de enero de 2006.
- Yarbrough, Beau (24 de mayo de 2001). «Charmed I'm Sure: Deodato unlocks the magic of 'Witches'». Comic Book Resources.
- Wiltfong, David (Junio de 2001). «An Interview with Mike Deodato Jr.». Comic Boards.
- Partin, Chris (16 de abril de 2004). «Meeting the Witches Team: Walsh & Deodata». Newsarama.
- Chung, Justin (7 de julio de 2004). «Swinging High with a Master of Comic Arts!». Baker's Dozen. World Famous Comics.
- Chung, Justin (28 de julio de 2004). «Master of All Trades, Jack of None». Baker's Dozen. World Famous Comics.

- Datos: Q8027916